# Morgawr
Il Morgawr è un leggendario mostro marino presente nella tradizione dei pescatori della Cornovaglia. Il suo nome in lingua cornica vuol dire "gigante del mare".
Secondo le testimonianze dei pescatori esso sarebbe un grosso pesce, simile ad un'anguilla, lungo circa 6 metri e con una coda di 2,40 metri. Alcuni pescatori affermano di averlo catturato con delle reti ma esso si sarebbe liberato usando una specie di becco con cui avrebbe dilaniato le stesse. Secondo alcuni testimoni sarebbe anche provvisto di corna e di setole al di sotto del lungo collo.
Gli avvistamenti si susseguono tuttora in Cornovaglia.
In poco più di un secolo, Morgawr è divenuto il mostro marino più famoso del mondo. alla fine del XIX secolo, alcuni pescatori della Cornovaglia affermarono di aver visto sorgere dall'acqua una creatura mostruosa. Negli anni settanta del secolo scorso il Morgawr veniva avvistato tutti i mesi. Nel 1999 un vecchio impiegato del museo di storia naturale di Londra, John Holmes, ha ripreso con la telecamera un grosso animale nella baia di Gerrans, vicino alla Cornovaglia. Per chi ci crede è proprio Morgawr ed alcuni esperti hanno persino dichiarato che il video è autentico e senza trucchi.
Le caratteristiche del mostro più citate dai testimoni sono le tre protuberanze del dorso e il lungo collo da serpente. L'animale avrebbe anche delle piccole corna sugli occhi e delle setole o delle spine sul collo. Dato che alcuni testimoni ritengono che Morgawr somigli più a un mammifero che a un serpente, sono state formulate delle nuove teorie in proposito. Per alcuni si tratterebbe di una foca gigante con il collo lungo, sconosciuta agli scienziati. Per altri si tratterebbe di un rettile acquatico preistorico, l'elasmosauro. Nel 1976, una donna di cui si conosce solo il nome, "Mary", ha scattato due foto di Morgawr. la misteriosa fotografa le inviò al giornale locale, Il "Falmouth Packet", che le pubblicò in prima pagina con il titolo "Morgawr-mania". Quando Morgawr divenne famoso, alcune "streghe" si misero sulle sue tracce. Molte donne andarono nude nella baia di Falmouth per attirare il Morgawr con dei trucchi magici. I loro sforzi furono inutili.